# Karim Konaté
Karim Konaté (Koumassi, 21 marzo 2004) è un calciatore ivoriano, attaccante del Salisburgo e della nazionale ivoriana.

## Biografia
Nell'ottobre del 2021, è stato inserito dal quotidiano britannico The Guardian nella loro lista annuale delle 60 migliori giovani promesse al mondo.

## Caratteristiche tecniche
Centravanti di piede destro, in possesso di ottime doti tecniche e atletiche, risulta prolifico sotto porta ed utile in fase difensiva. Per le sue caratteristiche è stato paragonato al connazionale Didier Drogba, anche se ha dichiarato di ispirarsi a Karim Benzema.

## Carriera

### Club
Nato a Koumassi, un quartiere della città di Abidjan, Konaté ha iniziato a giocare nelle competizioni di strada, dove è stato scovato dagli osservatori dell'ASEC Mimosas, club già famoso per aver rappresentato il punto d'inizio della carriera di numerosi calciatori poi diventati pilastri della nazionale ivoriana.
Aggregato in via definitiva alla prima squadra per la stagione 2020-2021, l'attaccante ha realizzato sette reti nella sua prima annata, dando subito un contributo significativo al ritorno al successo in campionato dell'ASEC dopo tre anni.
Nella stagione 2021-2022, Konaté ha quindi debuttato nelle competizioni continentali, segnando tre gol in quattro partite nella CAF Champions League, dove la sua squadra ha però mancato l'accesso alla fase a gironi (avendo perso il doppio spareggio contro gli algerini del CR Belouizdad), e poi ripetendosi nella Coppa della Confederazione, dove ha messo a segno tre reti nel play-off contro l'Interclube e quattro nella fase a gironi.

### Nazionale
Nell'agosto del 2021, Konaté ha ricevuto la sua prima convocazione nella nazionale maggiore ivoriana, in sostituzione dell'infortunato Gervinho. Ha quindi esordito il 3 settembre 2021, subentrando a Sébastien Haller nei minuti finali del match pareggiato per 0-0 contro il Mozambico, valido per le qualificazioni al Mondiale di calcio del 2022.
È stato successivamente convocato per la Coppa d'Africa del 2022, in cui è risultato il terzo giocatore più giovane ad essere selezionato per la competizione, dietro soltanto a Ibrahim Sesay (della Sierra Leone) e a Beyatt Lekweiry (della Mauritania). Tuttavia, Konaté non è mai stato impiegato nel corso del torneo, che ha visto Les Éléphants uscire dalla competizione agli ottavi di finale, dopo aver perso ai rigori contro l'Egitto.

## Statistiche

### Presenze e reti nei club
Statistiche aggiornate al 26 novembre 2024.
| Stagione            | Squadra             | Campionato          | Campionato | Campionato | Coppe nazionali | Coppe nazionali | Coppe nazionali | Coppe continentali | Coppe continentali | Coppe continentali | Altre coppe | Altre coppe | Altre coppe | Totale | Totale | Totale |
| Stagione            | Squadra             | Comp                | Pres       | Reti       | Comp            | Pres            | Reti            | Comp               | Pres               | Reti               | Comp        | Pres        | Reti        | Pres   | Reti   |        |
| ------------------- | ------------------- | ------------------- | ---------- | ---------- | --------------- | --------------- | --------------- | ------------------ | ------------------ | ------------------ | ----------- | ----------- | ----------- | ------ | ------ | ------ |
| 2021-2022           | ASEC Mimosas        | L1                  | 12         | 12         | -               | -               | -               | CCL                | 4                  | 3                  | -           | -           | -           | 16     | 15     |        |
| 2022-2023           | ASEC Mimosas        | L1                  | 17         | 8          | -               | -               | -               | CCC                | 8                  | 7                  | -           | -           | -           | 25     | 15     |        |
| Totale ASEC Mimosas | Totale ASEC Mimosas | Totale ASEC Mimosas | 29         | 20         |                 | -               | -               |                    | 12                 | 10                 |             | -           | -           | 41     | 30     |        |
| 2022-2023           | Liefering           | 2L                  | 18         | 15         | -               | -               | -               | -                  | -                  | -                  | -           | -           | -           | 18     | 15     |        |
| 2022-2023           | Salisburgo          | BL                  | 9          | 3          | CA              | 0               | 0               | UCL+UEL            | 0                  | 0                  | -           | -           | -           | 9      | 3      |        |
| 2023-2024           | Salisburgo          | BL                  | 29         | 20         | CA              | 4               | 2               | UCL                | 5                  | 0                  | -           | -           | -           | 38     | 22     |        |
| 2024-2025           | Salisburgo          | BL                  | 9          | 2          | CA              | 3               | 4               | UCL                | 5                  | 2                  | Cmc         | -           | -           | 17     | 8      |        |
| Totale Salisburgo   | Totale Salisburgo   | Totale Salisburgo   | 47         | 25         |                 | 7               | 6               |                    | 10                 | 2                  |             | -           | -           | 64     | 33     |        |
| Totale carriera     | Totale carriera     | Totale carriera     | 94         | 60         |                 | 7               | 6               |                    | 22                 | 12                 |             | -           | -           | 123    | 78     |        |

### Cronologia presenze e reti in nazionale
| Cronologia completa delle presenze e delle reti in nazionale ― Costa d'Avorio | Cronologia completa delle presenze e delle reti in nazionale ― Costa d'Avorio | Cronologia completa delle presenze e delle reti in nazionale ― Costa d'Avorio | Cronologia completa delle presenze e delle reti in nazionale ― Costa d'Avorio | Cronologia completa delle presenze e delle reti in nazionale ― Costa d'Avorio | Cronologia completa delle presenze e delle reti in nazionale ― Costa d'Avorio | Cronologia completa delle presenze e delle reti in nazionale ― Costa d'Avorio | Cronologia completa delle presenze e delle reti in nazionale ― Costa d'Avorio |
| Data                                                                          | Città                                                                         | In casa                                                                       | Risultato                                                                     | Ospiti                                                                        | Competizione                                                                  | Reti                                                                          | Note                                                                          |
| ----------------------------------------------------------------------------- | ----------------------------------------------------------------------------- | ----------------------------------------------------------------------------- | ----------------------------------------------------------------------------- | ----------------------------------------------------------------------------- | ----------------------------------------------------------------------------- | ----------------------------------------------------------------------------- | ----------------------------------------------------------------------------- |
| 3-9-2021                                                                      | Maputo                                                                        | Mozambico                                                                     | 0 – 0                                                                         | Costa d'Avorio                                                                | Qual. Mondiali 2022                                                           | -                                                                             | 84’                                                                           |
| 8-10-2021                                                                     | Johannesburg                                                                  | Malawi                                                                        | 0 – 3                                                                         | Costa d'Avorio                                                                | Qual. Mondiali 2022                                                           | -                                                                             | 71’                                                                           |
| 25-3-2022                                                                     | Marsiglia                                                                     | Francia                                                                       | 2 – 1                                                                         | Costa d'Avorio                                                                | Amichevole                                                                    | -                                                                             | 84’ 90’                                                                       |
| 3-6-2022                                                                      | Yamoussoukro                                                                  | Costa d'Avorio                                                                | 3 – 1                                                                         | Zambia                                                                        | Qual. Coppa d'Africa 2023                                                     | -                                                                             | 87’                                                                           |
| 9-6-2022                                                                      | Johannesburg                                                                  | Lesotho                                                                       | 0 – 0                                                                         | Costa d'Avorio                                                                | Qual. Coppa d'Africa 2023                                                     | -                                                                             | 62’                                                                           |
| 16-11-2022                                                                    | Marrakech                                                                     | Costa d'Avorio                                                                | 4 – 0                                                                         | Burundi                                                                       | Amichevole                                                                    | -                                                                             | 59’                                                                           |
| 19-11-2022                                                                    | Marrakech                                                                     | Burkina Faso                                                                  | 2 – 1                                                                         | Costa d'Avorio                                                                | Amichevole                                                                    | -                                                                             | 87’                                                                           |
| 17-6-2023                                                                     | Ndola                                                                         | Zambia                                                                        | 3 – 0                                                                         | Costa d'Avorio                                                                | Qual. Coppa d'Africa 2023                                                     | -                                                                             | 62’                                                                           |
| 9-9-2023                                                                      | San-Pédro                                                                     | Costa d'Avorio                                                                | 1 – 0                                                                         | Lesotho                                                                       | Qual. Coppa d'Africa 2023                                                     | -                                                                             | 79’                                                                           |
| 17-11-2023                                                                    | Abidjan                                                                       | Costa d'Avorio                                                                | 9 – 0                                                                         | Seychelles                                                                    | Qual. Mondiali 2026                                                           | 2                                                                             |                                                                               |
| 20-11-2023                                                                    | Dar es Salaam                                                                 | Gambia                                                                        | 0 – 2                                                                         | Costa d'Avorio                                                                | Qual. Mondiali 2026                                                           | -                                                                             | 65’ 78’                                                                       |
| 6-1-2024                                                                      | San-Pédro                                                                     | Costa d'Avorio                                                                | 5 – 1                                                                         | Sierra Leone                                                                  | Amichevole                                                                    | -                                                                             | 63’                                                                           |
| 13-1-2024                                                                     | Abidjan                                                                       | Costa d'Avorio                                                                | 2 – 0                                                                         | Guinea-Bissau                                                                 | Coppa d'Africa 2023 - 1º turno                                                | -                                                                             | 62’                                                                           |
| 18-1-2024                                                                     | Abidjan                                                                       | Costa d'Avorio                                                                | 0 – 1                                                                         | Nigeria                                                                       | Coppa d'Africa 2023 - 1º turno                                                | -                                                                             | 84’                                                                           |
| 22-1-2024                                                                     | Abidjan                                                                       | Guinea Equatoriale                                                            | 4 – 0                                                                         | Costa d'Avorio                                                                | Coppa d'Africa 2023 - 1º turno                                                | -                                                                             | 64’                                                                           |
| 23-3-2024                                                                     | Amiens                                                                        | Costa d'Avorio                                                                | 2 – 2                                                                         | Benin                                                                         | Amichevole                                                                    | -                                                                             | 63’                                                                           |
| 26-3-2024                                                                     | Lens                                                                          | Costa d'Avorio                                                                | 2 – 1                                                                         | Uruguay                                                                       | Amichevole                                                                    | -                                                                             | 73’                                                                           |
| 15-11-2024                                                                    | Ndola                                                                         | Zambia                                                                        | 1 – 0                                                                         | Costa d'Avorio                                                                | Qual. Coppa d'Africa 2025                                                     | -                                                                             | 85’                                                                           |
| 19-11-2024                                                                    | Abidjan                                                                       | Costa d'Avorio                                                                | 4 – 0                                                                         | Ciad                                                                          | Qual. Coppa d'Africa 2025                                                     | -                                                                             | 80’                                                                           |
| Totale                                                                        |                                                                               | Presenze                                                                      | 19                                                                            |                                                                               | Reti                                                                          | 2                                                                             |                                                                               |

## Palmarès

### Club

#### Competizioni nazionali
- Campionato ivoriano: 1

ASEC Mimosas: 2020-2021
- Campionato austriaco: 1

Salisburgo: 2022-2023

### Nazionale
- Coppa d'Africa: 1

Costa d'Avorio 2023

### Individuale
- Capocannoniere del campionato austriaco: 1

2023-2024 (20 reti)